# Fredrik Riseth
Fredrik Riseth, né le 15 septembre 1995, est un fondeur norvégien.

## Carrière
En 2015, il devient champion du monde junior de sprint. Il est appelé à participer à l'épreuve de Coupe du monde à Drammen en mars 2015. Il se classe onzième du sprint classique et marque ses premiers points.
Il est champion du monde de sprint des moins de 23 ans en 2017.

## Palmarès

### Coupe du monde
- Meilleur classement général : 113e en 2015.
- Meilleur résultat individuel : 11e.

### Championnats du monde junior
- 1 médaille d'or : sprint classique à Almaty en 2015.

### Championnats du monde des moins 23 ans
- 1 médaille d'or : sprint classique en 2017.